# هشتاد و پنجمین دوره جوایز اسکار
مراسم هشتاد و پنجم جوایز اسکار مراسمی از جانب آکادمی علوم و هنرهای تصاویر متحرک است که در آن جایزه اسکار را به بهترین‌های صنعت سینما در ایالات متحده در سال ۲۰۱۲ اهدا کردند. این مراسم در ۲۴ فوریه ۲۰۱۳ در سالن دالبی در هالیوود، لس‌آنجلس انجام شد. در این مراسم ست مک‌فارلن برای اولین بار مجری بود. تهیه‌کنندگان این مراسم کریگ زادان و نیل مرون به مناسبت پنجاهمین سالگرد آغاز مجموعه فیلم جیمز باند مروری بر آن کردند.

## جدول زمانی
در ۱۶ اکتبر، ۲۰۱۲ اعلام شد:
| تاریخ                   | رویداد                                                                                   |
| ----------------------- | ---------------------------------------------------------------------------------------- |
| جمعه، ۳۰ نوامبر ۲۰۱۲    | Official Screen Credits forms due                                                        |
| دوشنبه، ۱۷ دسامبر ۲۰۱۲  | آغاز رای‌گیری نامزدها                                                                     |
| جمعه، ۴ ژانویه ۲۰۱۳     | پایان رای‌گیری نامزدها در ۵:۰۰ بعد ازظهر به وقت محلی (۱:۰۰ ۵ ژانویه به وقت یوتی‌سی)        |
| پنج‌شنبه، ۱۰ ژانویه ۲۰۱۳ | اعلام نامزدهای نهایی در ۵:۳۰ صبح به وقت محلی (۱۳:۳۰ به وقت یوتی‌سی) در سالن ساموئل گلدوین |
| دوشنبه، ۴ فوریه ۲۰۱۳    | مراسم ناهار نامزدها                                                                      |
| جمعه، ۸ فوریه ۲۰۱۳      | آغاز رای‌گیری نهایی                                                                       |
| شنبه، ۹ فوریه ۲۰۱۳      | ارائه جایزه دست‌آوردهای علمی و فنی                                                        |
| سه‌شنبه، ۱۹ فوریه ۲۰۱۳   | پایان نظرسنجی‌های نهایی در ۵:۰۰ بعد از ظهر به وقت محلی (۱:۰۰ ۲۱ فوریه به وقت یوتی‌سی)      |
| یک‌شنبه، ۲۴ فوریه ۲۰۱۳   | آغاز ۸۵امین مراسم سالانه جایزه اسکار                                                     |

## نامزدها
نامزدهای ۸۵امین مراسم سالانه جایزه اسکار در در ۵:۳۰ صبح به وقت محلی (۱۳:۳۰ به وقت یوتی‌سی) در سالن ساموئل گلدوین در بورلی هیلز توسط ست مک‌فارلن، مجری مراسم ۸۵ام و اما استون اعلام شد. این اولین بار از سال ۱۹۷۳ (با مجری‌گری چارلتون هستون) است که مجری مراسم پایانی، نامزدها را نیز معرفی می‌نماید.
بیشترین نامزدی مربوط به فیلم لینکلن با ۱۲ نامزدی و پس از آن زندگی پی با ۱۱ نامزدی بود که در این بین سهم لینکلن فقط دو جایزه در بخش‌های بهترین بازیگر نقش اول مرد و طراحی صحنه و سهم زندگی پی با ۴ جایزه در بخش‌های بهترین جلوه‌های ویژه، فیلمبرداری، موسیقی متن و کارگردانی بود. فیلم زندگی پی با کسب ۴ جایزه موفق‌ترین فیلم در این جشنواره بود.
از نکات حاشیه‌ای این مراسم می‌توان به مسن‌ترین و جوانترین نامزد نقش اول زن که به ترتیب امانوئله ریوا با ۸۵ سال و کواونزنه والس با ۹ سال سن اشاره کرد. همچنین دانیل دی لوئیس بازیگر بزرگ بریتانیایی برای اولین بار در تاریخ این مراسم موفق شد اولین کسی باشد که ۳ جایزه اسکار بهترین بازیگر نقش اول مرد را برنده می‌شود. این مراسم به عنوان یکی از سیاسی‌ترین مراسم تاریخ اسکار نام برده می‌شود. مسئله‌ای که حتی روزنامه‌های آمریکا به آن اشاره کردند و اکثراً بر این عقیده بودند در سالی که صنعت سینما فیلم‌های قابل توجهی در خود می‌دید آکادمی اسکار جایزه بهترین فیلم را به یک فیلم معمولی و کاملاً سیاسی داد.

### جوایز
| بهترین فیلم | بهترین کارگردانی |
| --- | --- |
| - آرگو - جنگوی زنجیرگسسته - عشق - جانوران حیات وحش جنوب - زندگی پی - لینکلن - بی‌نوایان - دفترچه امیدبخش - سی دقیقه پس از نیمه‌شب                                  | - انگ لی – زندگی پی - میشائیل هانکه – عشق - دیوید او. راسل – دفترچه امیدبخش - استیون اسپیلبرگ – لینکلن - بن زایتلین – جانوران حیات وحش جنوب                                                |
| بهترین بازیگر نقش اول مرد | بهترین بازیگر نقش اول زن |
| - دانیل دی-لوئیس – لینکلن - بردلی کوپر – دفترچه امیدبخش - هیو جکمن – بی‌نوایان - خواکین فینیکس – استاد - دنزل واشینگتن – پرواز                                    | - جنیفر لارنس – دفترچه امیدبخش - جسیکا چاستین – سی دقیقه پس از نیمه‌شب - امانوئله ریوا – عشق - کونزنی والیس – جانوران حیات وحش جنوب - نائومی واتس – غیرممکن                                 |
| بهترین بازیگر نقش مکمل مرد | بهترین بازیگر نقش مکمل زن |
| - کریستوف والتس – جنگوی زنجیرگسسته - آلن آرکین – آرگو - رابرت د نیرو – دفترچه امیدبخش - فیلیپ سیمور هافمن – استاد - تامی لی جونز – لینکلن                        | - آن هاتاوی – بی‌نوایان - امی آدامز – استاد - سالی فیلد – لینکلن - هلن هانت – جلسات - جکی ویور – دفترچه امیدبخش                                                                             |
| فیلم‌نامه اوریژینال | فیلم‌نامه اقتباسی |
| - جنگوی زنجیرگسسته – کوئنتین تارانتینو - عشق – میشائیل هانکه - پرواز – جان گاتینز - قلمرو طلوع ماه – وس اندرسن و رومان کاپولا - سی دقیقه پس از نیمه‌شب – مارک بول | - آرگو – کریس تریو - جانوران حیات وحش جنوب – لوکی الیبار و بن زایتلین - زندگی پی – دیوید مگی - لینکلن – تونی کوشنر - دفترچه امیدبخش – دیوید او. راسل                                       |
| بهترین انیمیشن | بهترین فیلم غیر انگلیسی‌زبان |
| - دلیر –مارک اندروز و برندا چاپمن - فرنکن‌وینی – تیم برتون - پارانورمن – سم فل و کریس باتلر - دزدان دریایی! گروهی از ناجورها – پیتر لورد - رالف خرابکار – ریچ مور | - عشق (اتریش) - کون-تیکی (نروژ) - نه (شیلی) - یک رابطه سلطنتی (دانمارک) - جادوگر جنگ (کانادا)                                                                                              |
| بهترین مستند | بهترین مستند کوتاه |
| - در جستجوی شوگرمن - ۵ دوربین شکسته - دروازه‌بانان - چگونه یک پلاژ را نجات دهیم؟ - جنگ نامرئی                                                                     | - بی گناه - پادشاهان نقطه - دوشنبه‌ها در راسین - قلب باز - رستگاری |
| بهترین فیلم کوتاه زنده | بهترین انیمیشن کوتاه |
| - حکومت نظامی - اسد - پسران بزکش - مرگ یک سایه - هنری | - مرد کاغذی - آدام و سگ - گوئاکاموله تازه - وارونه - طولانی‌ترین روز مراقبت |
| بهترین موسیقی فیلم | بهترین ترانه |
| - زندگی پی – مایکل دانا - آنا کارنینا – داریو ماریانلی - آرگو – الکساندر دسپلا - لینکلن – جان ویلیامز - اسکای‌فال – توماس نیومن                                   | - اسکای‌فال برای ترانه "اسکای‌فال" - تعقیب یخ برای ترانه " قبل از زمان من" - تد برای ترانه " هرکسی یک دوست صمیمی نیاز دارد" - زندگی پی برای ترانه "لالایی پی" - بی‌نوایان برای ترانه "ناگهان" |
| بهترین تدوین صدا | بهترین میکس صدا |
| - اسکای‌فال - سی دقیقه پس از نیمه‌شب - آرگو - جنگوی زنجیرگسسته - زندگی پی                                                                                          | - بی‌نوایان - آرگو - زندگی پی - لینکلن - اسکای‌فال |
| بهترین طراحی صحنه | بهترین فیلمبرداری |
| - لینکلن - آنا کارنینا - هابیت: یک سفر غیرمنتظره - بی‌نوایان - زندگی پی                                                                                           | - زندگی پی - آنا کارنینا - جنگوی زنجیرگسسته - لینکلن - اسکای‌فال |
| بهترین گریم و آرایش مو | بهترین طراحی لباس |
| - بی‌نوایان - هیچکاک - هابیت: یک سفر غیرمنتظره | - آنا کارنینا - بی‌نوایان - لینکلن - آینه آینه - سفیدبرفی و شکارچی |
| بهترین تدوین فیلم | بهترین جلوه‌های ویژه |
| - آرگو - زندگی پی - لینکلن - دفترچه امیدبخش - سی دقیقه پس از نیمه‌شب                                                                                              | - زندگی پی - هابیت: یک سفر غیرمنتظره - انتقام‌جویان - پرومتئوس - سفیدبرفی و شکارچی |

## فیلم‌های با بیش از یک جایزه یا نامزدی
بیشترین نامزدی
- ۱۲ نامزدی: لینکلن
- ۱۱ نامزدی: زندگی پی
- ۸ نامزدی: بی‌نوایان و دفترچه امیدبخش
- ۷ نامزدی: آرگو
- ۵ نامزدی: جنگوی زنجیرگسسته، عشق، اسکای‌فال و سی دقیقه پس از نیمه‌شب
- ۴ نامزدی:  آنا کارنینا و جانوران حیات وحش جنوب
- ۳ نامزدی: هابیت: یک سفر غیرمنتظره و استاد
- ۲ نامزدی: پرواز و سفیدبرفی و شکارچی

بیشترین جایزه
- ۴ جایزه: زندگی پی
- ۳ جایزه: آرگو و بی‌نوایان
- ۲ جایزه: جنگوی زنجیرگسسته، لینکلن و اسکای‌فال